# Libinza
Le libinza ou binza est une langue bantoue parlée dans les territoires de Bomongo et de Makanza dans la province de l’Équateur en République démocratique du Congo. Il n’est pas à confondre avec le binza ou bendza, langue proche ou dialecte du lingombe ou du genza.
La langue est parler dans la localité de bongenye

## Répartition géographique
Les Libinza sont les occupants de la moyenne Ngiri.